# Marie-Ève Drolet
Pour les articles homonymes, voir Drolet.
Marie-Ève Drolet est une patineuse de vitesse sur piste courte canadienne née le 3 février 1982, originaire de Laterrière au Saguenay-Lac-Saint-Jean
Elle a été double championne du monde junior.
Elle a également représenté le Canada aux Jeux olympiques de Salt Lake City en 2002 et y a remporté la médaille de bronze au relais 3000m.
Aux Jeux olympiques d'hiver de 2014, à Sotchi, elle remporte cette fois la médaille d'argent de l'épreuve du relais.
Elle était membre du club de patinage de vitesse, les Comètes de Chicoutimi.